# Książ Mały
Książ Mały – wieś w Polsce położona w województwie małopolskim, w powiecie miechowskim, w gminie Książ Wielki.
W 1595 roku wieś położona w powiecie ksiąskim województwa krakowskiego była własnością starosty chęcińskiego Piotra Myszkowskiego. W latach 1954–1972 wieś należała i była siedzibą władz gromady Książ Mały. W latach 1975–1998 miejscowość administracyjnie należała do województwa kieleckiego.

## Historia
Na przełomie XIV i XV w. właścicielami Książa Małego byli Niemstowie Kule herbu Jastrzębiec. W tym okresie powstał kościół parafialny. Pleban z Książa Małego Mikołaj został zamordowany w 1463 w kościele w Słaboszowie. W XVI w. w Książu Małym powstała szkoła katolicka. Około 1710 powstała figura Jana dłuta Jerzego Hankisa, która znajduje się w kościele.
Po powstaniu listopadowym dobra ziemskie Książ Mały będące własnością Jana Olrycha Szanieckiego zostały skonfiskowane za jego udział w powstaniu a on sam został skazany na karę śmierci. W 1863 przez Książ Mały maszerował Adam Chmielowski. W pobliskim Giebułtowie zabito trzech chłopów, uczestników powstania styczniowego, których pochowano na cmentarzu w Książu Małym.

W 1884 szkołę katolicką przekształcono w szkołę elementarną z językiem wykładowym rosyjskim. W tym czasie Książ Mały był siedzibą gminy. W 1914 przez wieś przemaszerowała Pierwsza Kompania Kadrowa. Pod koniec sierpnia 1944 hitlerowcy dokonali pacyfikacji Książa Małego.
W 1963 r. wybudowano nowy budynek szkoły podstawowej. Z początkiem XXI w. PKS Będzin i PKS Miechów zlikwidowały wszystkie połączenia z Książem Małym.

## Zabytki
Obiekty wpisane do rejestru zabytków nieruchomych województwa małopolskiego:
- Kościół pw. Narodzenia NMP oraz dzwonnica drewniana z 1724 roku.